# Хадам (Канзас)
Хадам (енгл. Haddam) град је у америчкој савезној држави Канзас.

## Демографија
По попису из 2010. године број становника је 104, што је 65 (-38,5%) становника мање него 2000. године.
| Група             | 2000.       | 2010.       |
| Белци             | 163 (96,4%) | 101 (97,1%) |
| Афроамериканци    | 0 (0,0%)    | 0 (0,0%)    |
| Азијати           | 0 (0,0%)    | 0 (0,0%)    |
| Хиспаноамериканци | 1 (0,6%)    | 1 (1,0%)    |
| Укупно            | 169         | 104         |